# Клебельсберг, Куно фон
Куно фон Клебельсберг (нем. Kuno von Klebelsberg; 13 ноября 1875, Печика – 12 октября 1932, Будапешт) ― граф, венгерский юрист, политик, министр внутренних дел (1921–1922) и министр культуры (1922–1931) королевства Венгрия в межвоенные годы. С 1917 по 1932 год возглавлял Венгерское историческое общество.

## Биография
Клебельсберг родился в городе Мадьярпечика, Австро-Венгрия (ныне ― Печика, жудец Арад, Румыния). После Первой мировой войны, подписания Трианонского договора и разрушительных последствий гражданской войны Венгрия находится в кризисном положении. Клебельсберг занимает пост министра внутренних дел в 1921 году, который и занимает вплоть до следующего года. После этого он становится министром культуры (1922-1931) и проводит множество реформ в сфере образования на всей территории Венгрии. Клебельсберг участвует в создании начальных школ в сельской местности, инициирует модернизацию многих университетов и учреждает «Коллегиум Унгарикум»: организацию в сфере культуры, действующую за рубежом и развивающую осведомлённость о венгерской культуре в других странах.
Клебельсберг также прославился введением прогрессивной политики выплаты стипендий студентам.
Клебельсберг, однако, считается в целом спорной фигурой: среди прочего он продвигал идеологию венгерского господства и исключительного значения венгерской этнической культуры по отношению к меньшинствам бывшей Австро-Венгерской монархии (сербам, словакам, румынам, евреям, русинам и т. д.). После Трианонского договора, идеи Клебельсберга и его просветительские реформы напрямую служили реваншистским настроениям и территориальным претензиям во время правления Миклоша Хорти. Клебельсберг был антисемитом и обвинял венгерское еврейство в участии в буржуазно-либеральной и коммунистической революциях 1918 и 1919 годов соответственно, а также в потери территорий по Трианонскому договору. Так, в 1924 году он потребовал от евреев вернуть обратно «Великую Венгрию», обещая в обмен снятие квоты на обучение в университетах (систему Numerus clausus), впервые введённую в Европе в начале 1920-х годов.
В 1939 году, через несколько лет после смерти министра, в Будапеште в честь него был возведён памятник. Во время Второй мировой войны скульптурная композиция была разрушена, но в 2000 году её восстановили.